# Cryptodicranum
Cryptodicranum là một chi rêu trong họ Dicranaceae.